# 常氏束腰蟹
常氏束腰蟹（学名：Somanniathelphusa chongi）为束腹蟹科束腰蟹属的动物。在中国大陆，分布于云南等地，主要生活于淡水环境，一般穴居于泥洞中。